# Federazione calcistica della Mauritania
La Federazione calcistica della Mauritania (fra. Fédération de Football de la République Islamique de Mauritanie; arabo اتحاد موريتانيا لكرة القدم, acronimo FFRIM) è l'ente che governa il calcio in Mauritania.
Fondata nel 1961, si affiliò alla FIFA nel 1964 e alla CAF nel 1968. Ha sede nella capitale Nouakchott e controlla il campionato nazionale, la coppa nazionale e la Nazionale del paese.